# Дуньязада (кратер)

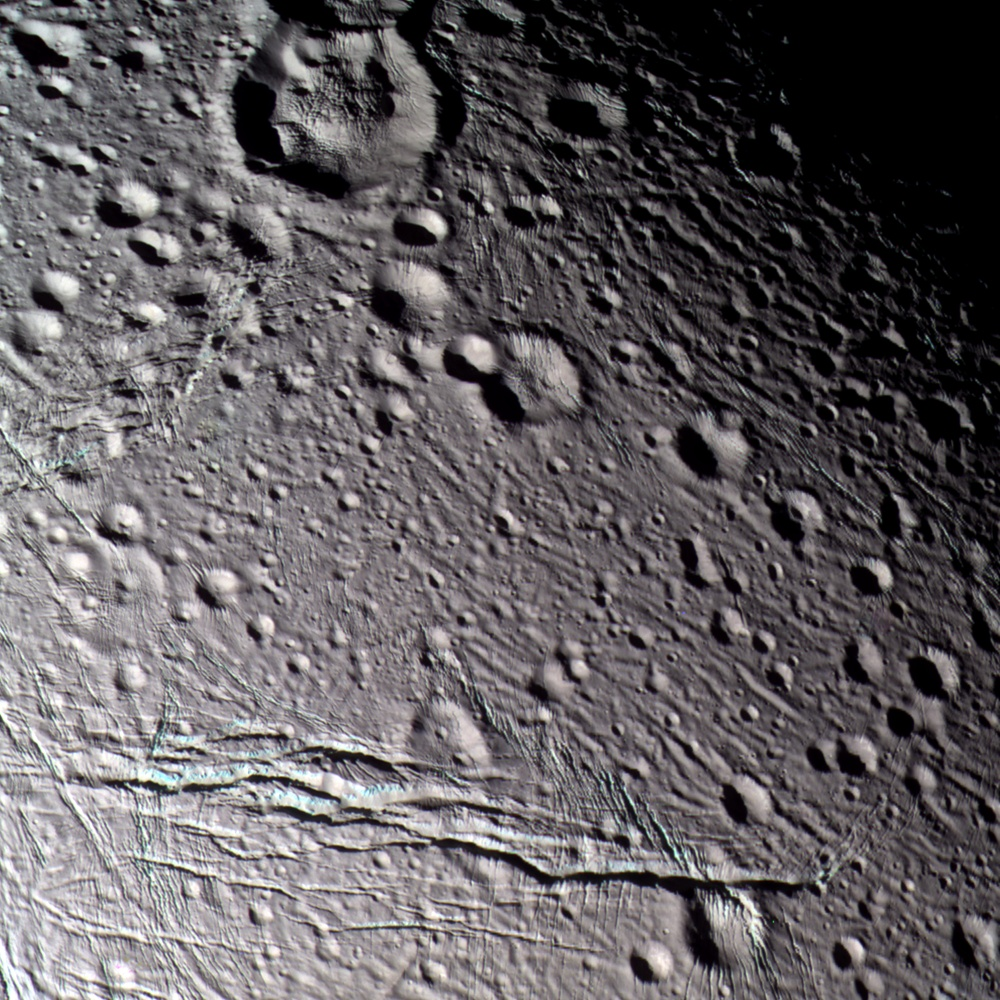
Дуньязада (вверху слева) и окрестности. Система разломов снизу — рытвины Миср. Снимок «Кассини», 9 марта 2005

Дуньязада (лат. Dunyazad) — 31-километровый ударный кратер на Энцеладе, спутнике Сатурна. Второй по размеру наименованный кратер Энцелада после кратера Али-Баба. Был обнаружен в 1981 году на снимках космического аппарата «Вояджер-2», а позже детально заснят зондом «Кассини-Гюйгенс». Назван в честь Дуньязады — сестры Шахерезады в сборнике народных сказок «Тысяча и одна ночь». Это название было утверждено Международным астрономическим союзом в 1982 году.
Дуньязада входит в примечательный ряд из 3 кратеров, вытянутый с юга на север. Она граничит северным краем с меньшим кратером Шахразада, а тот, в свою очередь, — с ещё меньшим кратером Аль-Хаддар. Хотя этот ряд похож на цепочку кратеров, образованных фрагментами кометы, разорванной приливными силами планеты, их расположение на противоположном Сатурну полушарии спутника свидетельствует против этой версии.
К юго-востоку от этой тройки кратеров находится небольшой кратер Марджана, ещё южнее — рытвины Миср, а к западу — борозда Самария. Координаты центра Дуньязады — 41°31′ с. ш. 157°58′ в. д. / 41,51° с. ш. 157,96° в. д.
В центре этого кратера, как и многих других кратеров Энцелада, есть большая куполообразная возвышенность, возникшая из-за релаксации поверхности после удара. Внутренняя часть Дуньязады, как и двух соседних кратеров, пересечена множеством разломов. Подобные разломы встречаются и в их окрестностях. Они были обнаружены на снимках с высоким разрешением, сделанных космической станцией «Кассини-Гюйгенс» при сближении с Энцеладом 9 марта 2005 года.